# Computersprache (Linguistik)
In der Linguistik wird der Ausdruck Computersprache verwendet, um damit die Fachsprache der Computerexperten und der interessierten Laien zu bezeichnen. Auffälligstes Merkmal der Computersprache ist eine extreme Zunahme des fachsprachlichen Wortschatzes nach dem Zweiten Weltkrieg, wobei Anglizismen einen sehr hohen Anteil des Gesamtwortschatzes ausmachen. Das Lexikon von Schulze (1989) erfasst bereits rund 26100 Stichwörter. Nur ganz allmählich ist etwa seit den 1970er Jahren ein sehr kleiner Teil des Fachwortschatzes in die gemeinsprachlichen Wörterbücher aufgenommen worden. So enthielt Duden. Deutsches Universalwörterbuch (2. Auflage 1989) nur 218 einschlägige Begriffe.

## Wortschatzbeispiele
Geläufiger Fachjargon sind
- Bug: Programmfehler
- Bugfix: Fehlerkorrektur
- Build: Bezeichnung für eine Software-Version, eine Software-Versionsnummer (oder deren Bestandteil), einen Software-Erstellungsvorgang oder das Endprodukt eines Software-Erstellungsvorganges.
- Default: Voreinstellung oder Standardwert. Gemeint ist eine Einstellung, die gewählt wird, falls der Benutzer oder Programmierer keine eigene Eingabe vornimmt.
- Ein Hack ist eine auf die Schnelle programmierte Problemlösung oder Fehlerbehebung, die jedoch oft designtechnisch problematisch sein kann. (vgl. Quick and dirty und Workaround)
- Ein Patch (von engl. Flicken) ist eine Korrekturauslieferung für eine Software oder einzelne Dateien.
- Quick-and-Dirty-Programmierung bezeichnet die schnelle Implementierung einer neuen Anforderung an ein Programm, die designtechnisch problematisch ist, da statt einer notwendigen Änderung des Gesamtkonzeptes nur eine punktuelle Änderung gemacht wird, die mit großer Wahrscheinlichkeit bei der späteren Programmpflege zu Problemen führen wird. (vgl. Hack)
- Als Snippet (englisch Schnipsel) bezeichnet man ein kleines, im Quelltext vorliegendes Programmfragment, das ein Teilproblem bei der Programmierung löst.
- Spaghetticode ist ein bildhafter Ausdruck für ein Programm, in dem durch unbedingte Sprünge (z. B. zahlreiche verschachtelte Sprunganweisungen) der Programmablauf schwer nachzuvollziehen ist, wie bei einem Berg Spaghetti, bei dem es sehr schwer ist, herauszufinden, welche Nudelenden zusammengehören.
- Ein Workaround ist ein programmtechnisches Konstrukt zur Umgehung oder Vermeidung eines Fehlers in einem anderen Programm oder Programmteil oder einer Bibliothek, ohne den Fehler oder die Ursache des Fehlers an sich zu beheben.